# Huissier à la chaîne
 (novembre 2021).
Si vous disposez d'ouvrages ou d'articles de référence ou si vous connaissez des sites web de qualité traitant du thème abordé ici, merci de compléter l'article en donnant les références utiles à sa vérifiabilité et en les liant à la section « Notes et références ».
 (novembre 2021).
- Si vous ne connaissez pas le sujet, laissez ce bandeau (vous pouvez alors contacter les auteurs).
- Si vous supprimez le contenu mis en cause (vous pouvez préalablement contacter les auteurs),

argumentez précisément cette suppression dans la page de discussion
(un manque de référence n'est pas un argument ; une recherche réelle de référence doit avoir été effectuée, être formellement documentée).

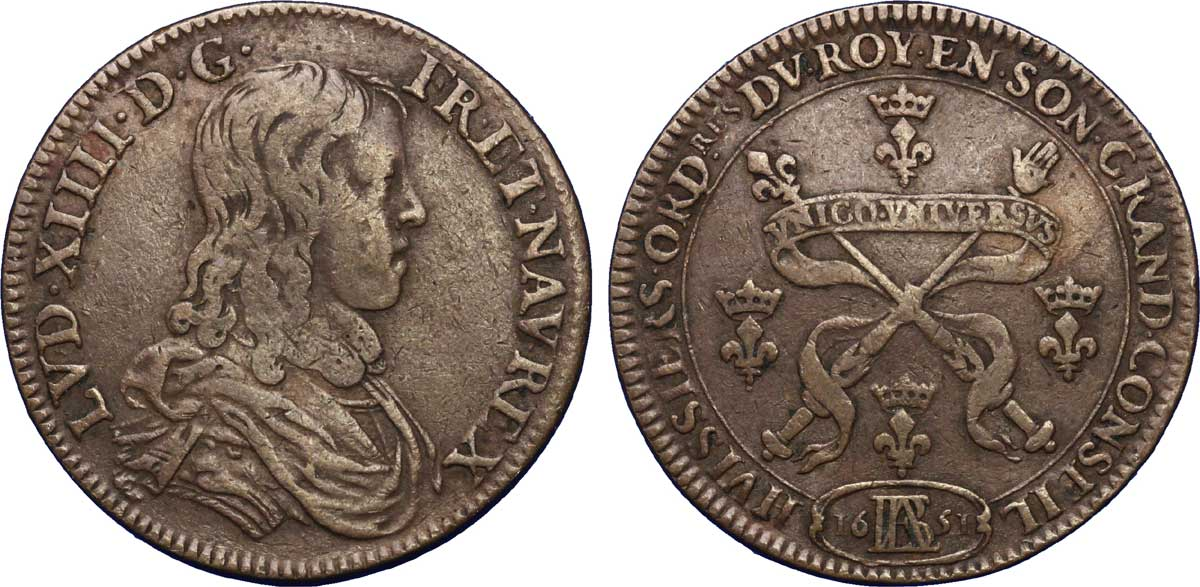
Jeton des huissiers du roi en son Grand conseil

En France, sous l'Ancien Régime, les huissiers à la chaîne étaient les huissiers de la Grande chancellerie et du Conseil. On leur donnait ce nom à cause de la chaîne d'or avec la médaille du roi qu'ils portaient au cou.
Contrairement au portier, qui était préposé à la porte extérieure, l'huissier à la chaîne avait la garde de la porte intérieure qui donne accès dans un cabinet, un appartement ou une antichambre. Son rôle était d'écarter l'importun, et d'admettre et d'introduire l'ayant droit. Leur chaîne servait à l’origine à maintenir les portes fermées lors des débats en huis clos.
Ces huissiers, avec ces fonctions et la chaîne, se sont perpétués dans les administrations, les ministères, à la Présidence de la République, au Parlement français et au Parlement européen. 